# 库茨敦大学
宾夕法尼亚库茨敦大学(英語：Kutztown University of Pennsylvania)是一所位于库茨敦郊区的大学，是组成宾夕法尼亚州高等教育系统的14所大学之一。该学校创立于1866年，一开始是一所基本师范学校。1928年改名为库茨敦州立教师学院。1960年拓展了教学范围，演变为一所综合性学校，改名库茨敦州立学院。1983年正式改名为宾夕法尼亚库茨敦大学。
库茨敦大学有四个本科生学院（文理学院、美术学院、商学院、教育学院），也提供研究生教育。研究生训练项目包括艺术教育、商业管理、计算机科学、咨询、初等教育、中等教育、图书馆科学、工业技术、专业科学、公共管理、社会工作等等。2000年后大学迅速扩张，新建了学术论坛楼（2007）、沙拉丁艺术楼（2008）、谢弗礼堂（2013）等建筑。该学校还是环绕库茨敦的马克萨唐尼镇的一个普查规定居民点。